# Anders Hugger
Anders Ahm Hugger (født 19. januar 1981 i Odense, død 2. august 2015 samme sted) var en dansk professionel bokser og lærer.
Anders Hugger var begyndelsen af 2000'erne et stort amatørtalent og nåede 136 sejre i 172 kampe og blev femfoldige dansk mester og seksfoldige jysk mester. Han deltog i VM i Kina 2005, hvor han blev slået ud i første runde af svenskeren Babacar Kamara med 24-11.
2006 tog han så springet ind i de professionelles rækker som bokser i promotor Mogens Palles stald. På to år vandt alle sine 11 kampe i cruiservægt deraf blev seks af dem vundet på knockout. En skadet hornhinden i det ene øje tvang ham til at stoppe karrieren i 2009, han lå da nummer 14 på Europa-ranglisten, nummer 7 på EU-listen og var med på tre-fire verdensforbunds ranglister. Han har derefter været træner i amatørklubben Olympia i Odense, hvor han også var bestyrelsesmedlem.
Han var blandt andre træner for sin hustru, Rie Ahm Hugger, som er formand for Olympia og som i 2014 blev dansk mester i letvægt. 
Anders Hugger uddannede sig til lærer og arbejdede på Broskolen i Korsør hvor han underviste han elever med særlige behov i den såkaldte heldagsskole i dansk og idræt. 
Anders Hugger blev den 2. august 2015 fundet død efter at have begået selvmord i Bokseklubben Olympias lokaler i en alder af 34 år.